# Indiana Jones’ Greatest Adventures
«Indiana Jones’ Greatest Adventures» — видеоигра в жанре платформера 1994 года, выпущенная для игровой системы Super Nintendo Entertainment System. Игра является адаптацией трилогии о приключения Индианы Джонс — фильмов «Индиана Джонс: В поисках утраченного ковчега» (1981), «Индиана Джонс и храм судьбы» (1984) и «Индиана Джонс и последний крестовый поход» (1989). Разработчиком выступила компания «Factor 5», издатель — «JVC Musical Industries, Inc». Игровые уровни соединены между собой вставками с текстами, пересказывающими события фильмов. Выпуск был приурочен к выходу игры «Super Star Wars: Return of the Jedi», также разработанной «JVC» и «LucasArts» в том же стиле, что и игровая трилогия «Super Star Wars».

## Игровой процесс
Игрок управляет Инди на уровнях, основанных на событиях фильмов. Основной способ атаки — использование хлыста, кроме того, Инди может напрыгивать на врагов и подкатываться к ним, сбивая с ног. Иногда игрок может найти оружие с неограниченным количеством патронов, иногда игрок находит гранаты. Также хлыст может использоваться в качестве сподручного средства для перепрыгивания через пропасти. Также игра разбавлена другими типами геймплея, такими, как управление самолётом, управление вагонеткой и плотом, при спуске по горной реке. Игра разбита на 28 уровней и геймплеем похожа на трилогию «Super Star Wars».
Согласно обзорам, самые трудные уровни — уровни у справлением плотом и вагонеткой в сценах из второго фильма. Также стычка на дирижабле из третьего фильма, когда игрок должен избегать ловушек и врагов. Если игрок не пройдёт этап, то он вынужден начинать весь уровень сначала. Также на некоторых уровнях при потере всех жизней игрок также начинает уровень сначала.

## Уровни

### Часть 1: В поисках потерянного ковчега
- Пещера
- Пещера. Гигантский волун
- Непал
- Бар Мэрион
- Улицы Каира
- Погоня за повозкой
- Улицы ночного Каира
- Пустыня
- Усыпальница
- Побег из усыпальницы
- Лагерь нацистов
- Открытый ковчег

### Часть 2: Храм судьбы
- Ресторан «Оби-Ван»
- Улицы Шанхая
- Поездка в горах на шлюпке
- Дворец Панкот
- Дворцовые пещеры
- Шахты
- Поездка в вагонетке
- Столкновение на подвесном мосту

### Часть 3: Последний крестовый поход
- Катакомбы в Венеции
- Замок в Зальцбурге
- Спасение из замка
- Дирижабль
- Полёт на кукурузнике
- На пути в Александретту
- Храм в «Каньоне Полумесяца»
- Битва с Донованом

## Адаптации
Версия для «Sega Mega Drive» и «Genesis» была готова к середине лета 1995, а её обзор состоялся в журнале «Electronic Gaming Monthly» (номер #73 за август 1995), а также обозревался в «GamePro» (выпуск #73 за август 1995, получив оценку 3.5 из 5.0). Кроме того, немецкий журнал «Gamers» оценил игру на 2 балла, альтернативой отметки «B» в ноябрьском выпуске за 1995 год. Как бы там ни было, как и многие другие трилогии для «Genesis» к концу существования компании, игра так и не была выпущена на этой платформе.
Игра была переиздана для Wii «Virtual Console» 16 ноября 2009 года, а также в PAL-регионе 23 апреля 2010 года для «800 Nintendo Points».

## Реакция
Игра получила довольно позитивные отзывы от критиков и поклонников. Журнал «Famicom Tsūshin» оценил версию игры для «Super Famicom» на 25 баллов из 40. Ресурс «AllGame» оценил простой, но эффективный геймплей, а также управление и верность исходному материалу. Графика и музыка игры также были высоко оценены — большая часть музыки была основана на композициях Джона Уилльямса. Основная критика была в адрес того, что музыка была использована однообразно. Многие сцены (такие как погоня в грузовике из «Искателей», а также погоня на лодках и мотоцикле из «Последнего крестового похода», а также вступительная сцена из фильма) не были использованы в игре. Кроме того, режим «Выбирай осторожно» из других игр по третьему фильму также не была использована.